# Simca Esplanada
Der Simca Esplanada war ein Pkw der Oberklasse von Simca do Brasil. Der Nachfolger des Simca Chambord wurde im November 1966 auf Brasiliens einziger Automobilausstellung Salão tun Automóvel in São Paulo vorgestellt. Es handelte sich hierbei um eine neu gestaltete Version des ursprünglich auf dem Simca Vedette basierenden Chambord. Der Esplanada wurde bis 1969 in der Fabrik in São Bernardo do Campo produziert. Diese Fabrik wurde später von Volkswagen Brasília übernommen und ist heute ein Einkaufszentrum, das zur Casas-Bahia-Gruppe gehört.

## Französische Herkunft, Brasilianisches Design
Der Antrieb mit dem V8-Motor, das Fahrwerk mit Federbeinen und Querlenkern vorn und blattgefederter Starrachse hinten, der Rahmen und die Fahrgastzelle mit den Türen wurden im Wesentlichen vom Vorgänger übernommen. Front und Heck der Karosserie und den Innenraum gestaltete die brasilianischen Simca-Dependance neu. Der Wagen hatte nun grundsätzlich Ledersitze und Verzierungen aus Jacarandá-Holz auf dem Armaturenbrett und den Türen. Als Topmodelle fungierten Esplanada 3M und 6M mit  vinylbezogenem Dach. Der Flathead-V8-Ottomotor, der ursprünglich von Ford stammte, hatte nun 102 kW (140 PS) und eine elektrische Kraftstoffpumpe. Neu war eine hydraulisch betätigte Kupplung für verbesserte Gangschaltung. Dies und ein Overdrive ermöglichten einen deutlich höheren Fahrkomfort.

## Der Chrysler-Einfluss

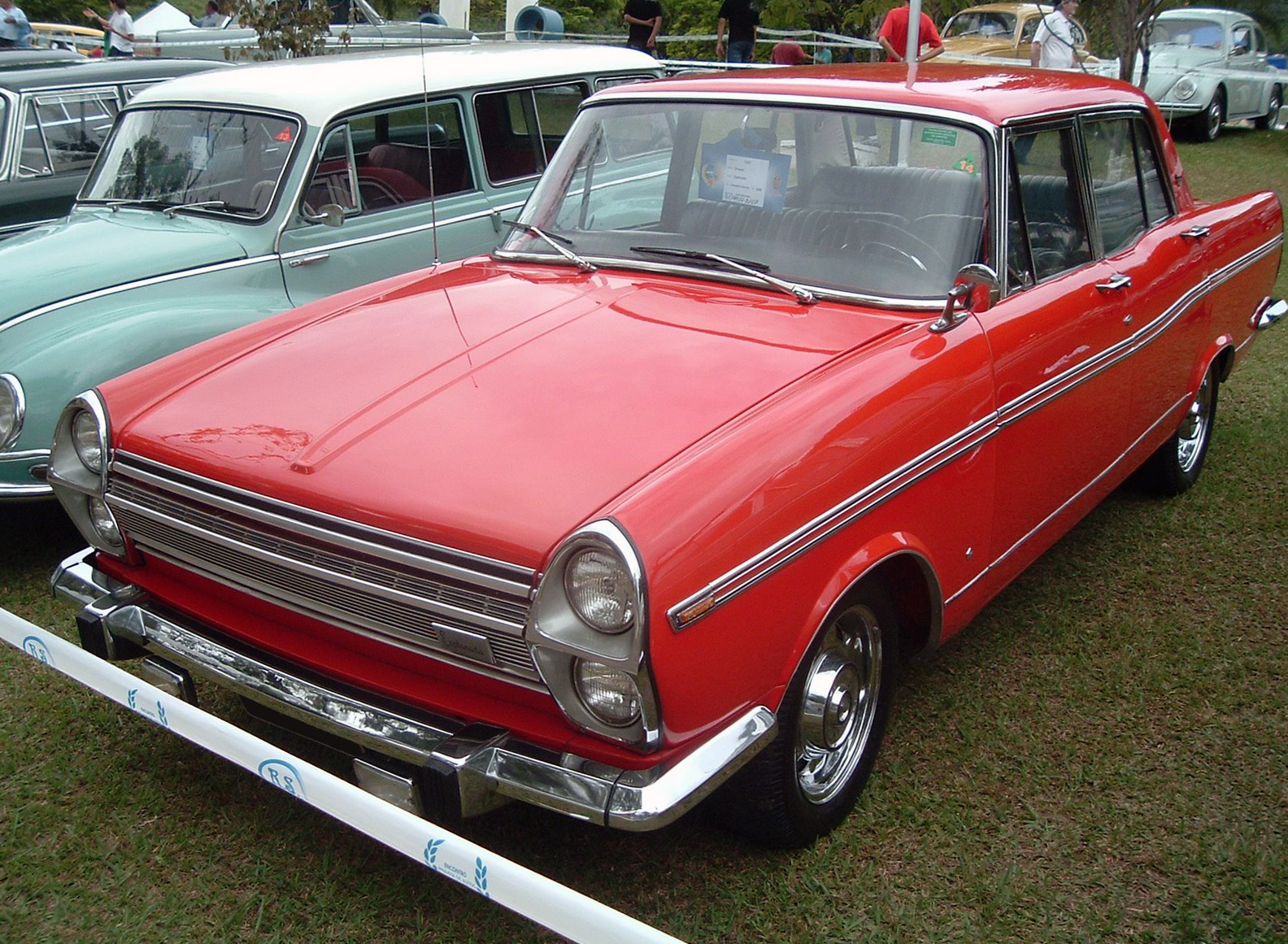
Simca Esplanada nach der Modellpflege (1968–1969)

Die Übernahme von Simca durch Chrysler wirkte sich natürlich auch auf Simca do Brazil aus. Ab August 1967 gab es beim Simca Esplanada eine kleine Plakette am Heck mit dem Schriftzug "fabricado pela Chrysler" ("von Chrysler gebaut") nach der Übernahme durch den amerikanischen Automobilhersteller. Strenge Qualitätsprüfungen diktiert vom Detroiter Hauptsitz führten zu Verbesserungen auf der mechanischen Seite des Esplanda in 53 Punkten. So gab es ab 1968 eine Leistungsreduzierung auf 96 kW (130 PS) aus Gründen der höheren Lebensdauer. Dazu gab es neue Scheinwerfer, einen neuen Kühlergrill, verschiedenen Chrom-Elemente und neue Heckleuchten.
1968 wurde auch eine nochmals aufgewertete Version als Simca Régente und eine sportliche Version mit unter anderem kürzer abgestimmten Getriebe als Simca GTX eingeführt.
Die Verbesserungen erhöhten das Vertrauen in das Produkt und Chrysler führte eine neuartige Zweijahres- oder 36000-Meilen-Garantie ein, zum Entsetzen der lokalen Wettbewerber im Segment, vor allem Ford. Ford reagierte mit einer brasilianischen Version des Full-Size Car Ford Galaxie. Daraufhin beschloss Chrysler die Einführung des größeren Dodge Dart, um mit diesem zukünftig weiterhin im Segment konkurrieren zu können. Die Produktion des Simca Esplanada wurde daher 1969 eingestellt.